# Phase (Materie)
Eine Phase ist ein räumlicher Bereich, in dem die Materialeigenschaften, wie etwa Dichte, Brechungsindex oder chemische Zusammensetzung, homogen sind. Der Begriff findet Verwendung in der physikalischen Chemie, Thermodynamik, Materialwissenschaft und Strömungsmechanik.
Die IUPAC definiert eine Phase als Einheit eines materiellen Systems, das einheitlich in Bezug auf die chemische Zusammensetzung und den physikalischen Zustand ist. Eine Phase im Sinne der Thermodynamik ist jeder homogene Teil eines thermodynamischen Systems. Der Begriff wurde von J. W. Gibbs geprägt.

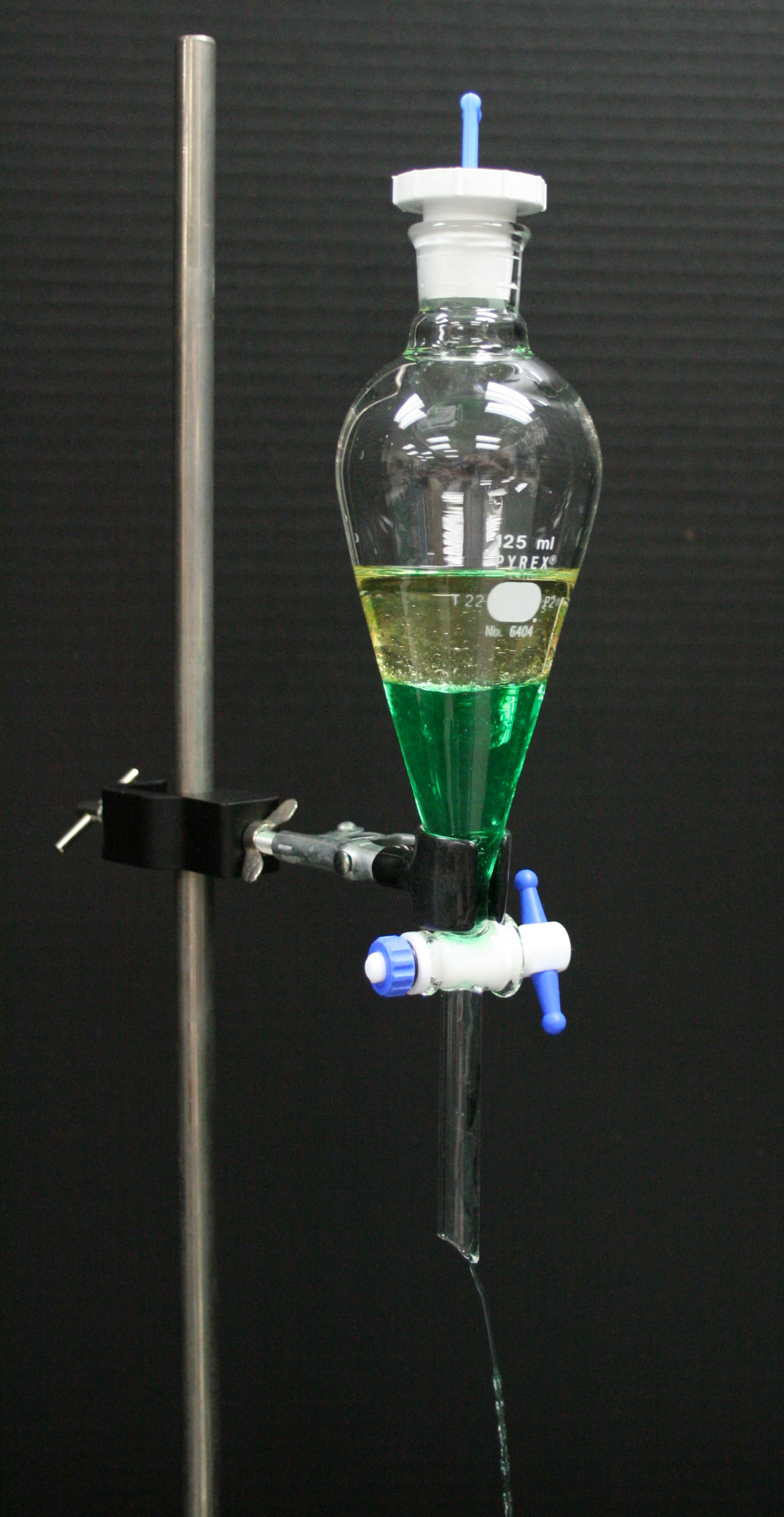
Zwei nicht miteinander mischbare Flüssigkeiten bilden ein Zweiphasensystem (obere Phase Öl, untere Phase gefärbtes Wasser)

In der Regel bezeichnet der Begriff alle räumlichen Anteile eines Systems mit denselben Materialeigenschaften, auch wenn diese Anteile nicht zusammenhängen. Ein reiner Stoff kann nebeneinander in verschiedenen Phasen vorliegen, z. B. verschiedenen  Aggregatzuständen (fest, flüssig und gasförmig). So kann ein Glas Wasser (flüssige Phase) gleichzeitig auch  Eiswürfel (feste Phase) enthalten. Der Aggregatzustand ist jedoch nicht das einzige Unterscheidungskriterium für Phasen, denn viele Stoffe können auch in unterschiedlichen Modifikationen (Elemente) oder Kristallstrukturen (Elemente und Verbindungen) nebeneinander auftreten. Eine Besonderheit stellen die Phasen bei der Suprafluidität dar, bei der sich aufgrund von Quanteneffekten die suprafluide Phase und die Normalphase durchdringen können, so dass die Mischung dem bloßen Auge als eine einzige Phase erscheint.

## Homogenität
Die Homogenität der Phase lässt sich am Beispiel vom Eis im Wasserglas gut weiter verdeutlichen. So erscheint das Wasser im Glas als ein homogenes Gebilde. Der Eiswürfel zeichnet sich durch einen unterschiedlichen Brechungsindex (man sieht die Kanten unter Wasser) sowie eine andere Dichte aus (der Eiswürfel schwimmt obenauf). In sich ist er aber wieder homogen. Ebenso wie das Glas, das für sich eine homogene Phase bildet.

## Verwendung des Begriffs
Der Begriff der Phase wird in erster Linie verwendet, um zwei oder mehr Bereiche homogener Zusammensetzung und Eigenschaften voneinander zu unterscheiden. Dies hängt damit zusammen, dass in der Thermodynamik typischerweise Sachverhalte interessieren, die mit Austausch von Energie oder Materie zusammenhängen. So kann ein Stoff beim Schmelzen von einer festen in eine flüssige Phase übergehen (Phasenübergang). Ebenso kann beispielsweise beim Lösen von Salz Materie von der festen Salzphase in die flüssige, wässrige Phase übergehen.
Ein Spezialfall der Anwendung des Begriffs tritt bei der Bezeichnung verschiedener Aggregatzustände und Modifikationen eines Einstoffsystems auf, wobei die Phase hier meist synonym mit diesen beiden Begriffen verwendet wird.

## Stabilität von Phasen
Stehen verschiedene Phasen miteinander in Wechselwirkung, so sind diese nur unter bestimmten Bedingungen stabil. Diese Bedingungen (meist Druck, Temperatur und Zusammensetzung) können in einem Phasendiagramm aufgetragen werden. Hier kann man schnell ablesen, wie viele und welche Phasen bei bestimmten Bedingungen stabil sind.
Anschaulich ist dies besonders bei Einstoffsystemen, da sich hier die Phasen nur durch ihren Aggregatzustand oder ihre Modifikation unterscheiden können. Befindet man sich auf einer der Flächen in diesen Diagrammen, so liegt nur eine Phase vor, befindet man sich auf einer Linie, so liegen zwei Phasen vor (z. B. flüssiges und festes Wasser). Bei Knotenpunkten können entsprechend auch drei (beim Wasser der Tripelpunkt) oder mehr Phasen vorliegen.
In Mehrstoffsystemen werden die Diagramme entsprechend komplizierter, da man z. B. im Zweistoffsystem bereits drei Variablen berücksichtigen muss. Es können hierbei reine Phasen (eine Einstoffphase neben anderen Phasen) oder Mischphasen entstehen. Je mehr Komponenten enthalten sind, desto mehr Varianten für die Ausbildung von Phasen gibt es.
Allgemein lässt sich mit der Gibbsschen Phasenregel die maximal mögliche Anzahl der koexistierenden Phasen berechnen.
Wenn zwei oder mehr Phasen nebeneinander vorliegen, kommt es zu Phasentrennung und es bilden sich Phasengrenzflächen, an denen sich die Eigenschaften und damit der Ordnungsparameter abrupt ändern. Die Phasengrenzflächen zwischen unterschiedlichen Phasen sind ein spannendes Forschungsgebiet, da hier zum Beispiel chemische Reaktionen ablaufen können oder sich die Eigenschaften des Stoffes im Vergleich zum Inneren der Phase verändern. Siehe auch Grenzflächenspannung.
Neben den stabilen Phasen können auch metastabile Phasen existieren. Das sind Phasen, die nicht thermodynamisch stabil sind, aber dennoch über längere Zeiten existieren können. Beispiele sind Diamant bei Normalbedingungen oder Glas.

## Schwierigkeit des Begriffs der Homogenität

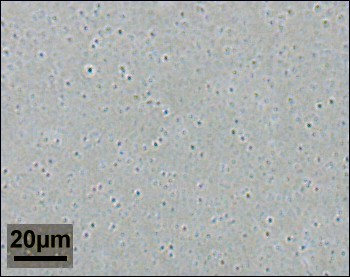
Der Fettanteil von Milch bildet eine eigene Phase in Form kleiner Tröpfchen

Homogenität ist hier ein schwierig zu fassender Begriff: Je nachdem wie genau man den Stoff betrachtet, kann er als einphasig oder mehrphasig erscheinen:
- Milch ist eine Emulsion kleiner Fett-Tröpfchen in Wasser. Sie stellt also ein zweiphasiges System mit einer Wasser- und einer Fettphase dar. Wegen der Kleinheit der Fetttröpfchen erscheint diese dem bloßen Auge als eine homogene Flüssigkeit.
- Ein Haufen Salzkörner besteht aus einer Vielzahl von einzelnen festen Salzkörnern, die alle von einer gasförmigen Phase (Luft) umgeben sind. Die Salzkörner, die alle dieselben Materialeigenschaften besitzen, stellen in ihrer Gesamtheit eine zweite, nämlich feste Phase dar.
- Ein anderes Beispiel ist wasserhaltiger Dampf. Diese Mischung wird auch als Nebel, technisch auch als Nassdampf bezeichnet. Sie wirkt – ähnlich wie Milch – homogen, besteht aber aus zwei Phasen, dem gasförmigen Wasserdampf und den Kondensattröpfchen.
- Mizellen sind zwar extrem klein, sie bestehen nur aus wenigen Molekülen, aber dennoch können sie als kondensierte Phase aufgefasst werden, während eine Lösung von Mizellen auf das Auge einen homogenen Eindruck macht.
- Viele Steine wirken auf den ersten Blick wie eine einzige Phase. Viele Gesteine bestehen jedoch aus verschiedenen Mineralen – dies ist bei genauerem Hinsehen erkennbar. Jedes Mineral bildet eine eigene Festkörperphase.

Außerdem können auch in definitionsgemäß homogenen Systemen in gewissem Umfang Inhomogenitäten auftreten. So sind beispielsweise minimale Konzentrations- und Druckunterschiede in Gasen aufgrund der Gravitation (Konzentrationsgradient, Schweredruck) möglich, oder die Zusammensetzung von Kristallen ist an ihren Oberflächen leicht verändert. In solchen Fällen spricht man nicht von zwei Phasen.